# Gare d'Ono (Hyōgo)
La gare d'Ono  (小野駅, Ono-eki) est une gare ferroviaire localisée dans la ville d'Ono, dans la préfecture de Hyōgo au Japon. La gare est exploitée par la compagnie Kobe Electric Railway sur la Ligne Ao.

## Service des voyageurs

### Desserte
La gare d'Ono est une gare disposant d'un quai et de deux voies.

| N° de voie | Ligne | Direction   |
| ---------- | ----- | ----------- |
| 1・2       | ▆ Ao  | Ao/Kakogawa |
| 1・2       | ▆ Ao  | Suzurandai  |

| Kobe Electric Railway |          |                    |          |                      |
| Direction Ao          | Ligne Ao | Ligne Ao           | Ligne Ao | Direction Suzurandai |
| Hata KB58             |          | Express 急行       |          | Ichiba KB56          |
| Hata KB58             |          | Semi-Express 準急  |          | Ichiba KB56          |
| Hata KB58             |          | Rapid Service 快速 |          | Ichiba KB56          |
| Hata KB58             |          | Local 普通         |          | Ichiba KB56          |